# Rae Lin D'Alie
Rae Lin D’Alie, née le 31 octobre 1987 à Waterford  (Wisconsin, États-Unis), est une joueuse de basket-ball américaine naturalisée italienne.
Elle est membre de l'équipe italienne de basket-ball à trois vainqueur de la Coupe du monde de basket-ball 3×3 en 2018. Elle dispute ensuite les Jeux olympiques de Tokyo.

## Biographie

### Jeunesse
Rae Lin D'Alie a grandi à Waterford, dans le Wisconsin, où ses parents résident dans le comté de Racine, près d'un lac. Son jeu préféré quand elle était enfant était les billes, montrant qu'elle avait déjà une passion pour les jeux impliquant de la stratégie et de la dextérité. Très tôt elle développe une passion pour le basket-ball. Elle a fréquenté la Waterford Union High School.

### Carrière universitaire
Après le lycée, D'Alie a rejoint l'équipe universitaire des Badgers du Wisconsin, où elle a joué de 2006 à 2010. Elle a terminé sa carrière universitaire avec un total de 930 points et 483 passes décisives, ce qui fait d'elle l'une des meilleures joueuses de l'histoire des Badgers.

### Carrière professionnelle
Après avoir joué au basketball universitaire au Wisconsin, Rae Lin D'Alie a déménagé en Italie où elle a poursuivi sa carrière professionnelle. Elle a joué pour plusieurs équipes italiennes, dont le Virtus Bologna. Son jeu dynamique et son leadership sur le terrain lui ont permis de se faire un nom dans les ligues européennes. D'Alie a également acquis la nationalité italienne, ce qui lui a ouvert les portes de l'équipe nationale italienne. Avec l'équipe d'italie elle a joue 6 match et marquer 25 point. Mais c'est dans le basket-ball 3x3 que Rae Lin D'Alie s'est particulièrement illustrée. En 2018, elle a mené l'équipe italienne à la victoire lors de la Coupe du monde FIBA 3x3 en battant en finale les champions en titre de la Coupe du monde 2017 la Russie, se voyant décerner le titre de MVP du tournoi.

### Vie personnelle
En dehors du terrain, Rae Lin D'Alie est connue pour son engagement communautaire et son travail avec les jeunes. Elle participe régulièrement à des camps de basket-ball et à des initiatives visant à promouvoir le sport auprès des jeunes filles. Sa passion pour le basket-ball et son dévouement envers la communauté font d'elle une figure inspirante pour de nombreux jeunes athlètes.

#### Hymne 3x3 de la FIBA
Rae Lin D'Alie a écrit et enregistré l'hymne officiel du 3x3 pour la FIBA. Son talent musical et son amour pour le basket-ball se sont combinés dans cette contribution unique au sport.

## Statistiques

### États-Unis

#### Université
| Gras/Meilleures performances | [ 5 ] |

| Saison                    | Équipe                    | MJ  | M5 | Min   | %T   | %3   | %LF  | Rb  | PD  | Int | Ctr | BP  | F   | Pts |
| ------------------------- | ------------------------- | --- | -- | ----- | ---- | ---- | ---- | --- | --- | --- | --- | --- | --- | --- |
| 2006-2007                 | Badgers du Wisconsin      | 36  |    | 29,1  | 41,6 | 40,6 | 72,2 | 2,3 | 4,6 | 1,7 | 0,1 | 3,7 | 2,2 | 7,0 |
| 2007-2008                 | Badgers du Wisconsin      | 30  |    | 24,6  | 38,5 | 40,6 | 70,0 | 2,4 | 3,6 | 0,9 | 0,1 | 2,6 | 1,8 | 5,7 |
| 2008-2009                 | Badgers du Wisconsin      | 34  |    | 32,7  | 31,3 | 28,4 | 64,9 | 4,2 | 3,0 | 1,9 | 0,1 | 2,8 | 1,9 | 6,6 |
| 2009-2010                 | Badgers du Wisconsin      | 32  | 32 | 29,1  | 46,7 | 40,2 | 53,8 | 4,8 | 3,4 | 1,9 | 0,0 | 2,7 | 2,6 | 8,8 |
| Total : moyenne par match | Total : moyenne par match |     |    | 29,0  | 39,4 | 36,1 | 65,1 | 3,4 | 3,7 | 1,6 | 0,1 | 3,0 | 2,1 | 7,0 |
| Totaux                    | Totaux                    | 132 | 32 | 3 830 | 336  | 88   | 170  | 450 | 483 | 213 | 9   | 395 | 280 | 930 |